# یهودستیزی در مسیحیت

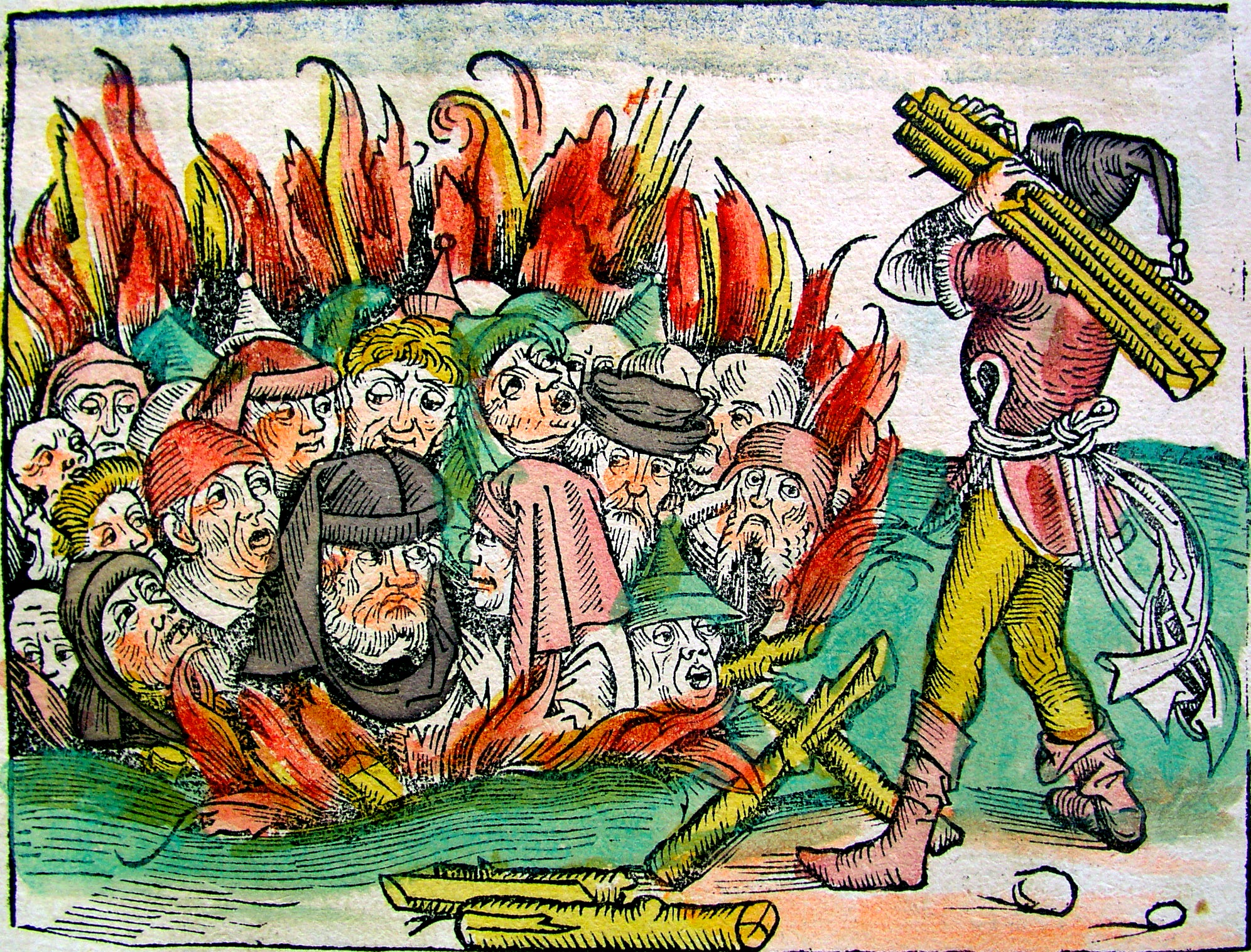
یهودیان به دلیل هتک حرمت میزبان زنده زنده سوزانده شدند. حکاکی روی چوب از کرونیکل نورنبرگ (1493)

یهودستیزی در مسیحیت (انگلیسی: Antisemitism in Christianity) نوعی از یهودستیزی مذهبی، احساس خصومتی است که برخی از کلیساهای مسیحی، گروه‌ها و فرقه مسیحی و مسیحیان معمولی نسبت به دین یهودیت و قوم یهودیان دارند.